# Mário Centeno
Mário José Gomes de Freitas Centeno (Olhão, 9 de dezembro de 1966) é um economista e político português. Foi ministro das Finanças de Portugal entre 26 de novembro de 2015 e 15 de junho de 2020 e presidente do Eurogrupo entre 12 de janeiro de 2018 e 13 de julho de 2020. É o atual 18.º Governador do Banco de Portugal.

## Biografia
Findou o ensino secundário na Escola Secundária Patrício Prazeres. É licenciado em Economia (1990) e mestre em Matemática Aplicada (1993) pelo Instituto Superior de Economia e Gestão da Universidade de Lisboa, e mestre (1998) e doutorado (1995-2000) em Economia pela Harvard Business School da Universidade de Harvard, nos Estados Unidos.
Foi economista do Banco de Portugal, a partir de 2000, e diretor-adjunto do Departamento de Estudos Económicos, de 2004 a 2013. Neste período de tempo foi também membro do Comité de Política Económica da União Europeia. De 2007 a 2013, foi presidente do Grupo de Trabalho para o Desenvolvimento das Estatísticas Macroeconómicas, no Conselho Superior de Estatística. É também professor catedrático do Instituto Superior de Economia e Gestão da Universidade de Lisboa.
A 26 de novembro de 2015 tomou posse como Ministro das Finanças do XXI Governo Constitucional de Portugal.
A 4 de dezembro de 2017 foi eleito Presidente do Eurogrupo, durante o processo de candidatura teve o apoio de Portugal, Espanha, França, Alemanha e Itália.  
No dia 9 de junho de 2020 anunciou a sua saída do governo, com efeitos a partir do dia 15 de junho de 2020, sendo substituído por João Leão no Ministério das Finanças.
No dia 17 de julho de 2020, o primeiro-ministro António Costa nomeou-o para o cargo de Governador do Banco de Portugal.  